# Kosava
Kósava, también conocida como Kóssovo (en bielorruso: Кóсава, anteriormente, en bielorruso: Косава-Палескае, romanizado: Kosava-Palieskaje, en polaco: Kosów Poleski, en lituano: Kosovas, en ruso: Кóссово, en yidis: קאסעוו‎) es una ciudad subdistrital en el raión de Ivacevičy en la región de Brest en Bielorrusia, ubicado a 52°45′N 25°09′E.
En 2017, la ciudad tenía una población de 1844 habitantes.
Un pueblo cercano llamado Mereczowszczyzna es el lugar de nacimiento de Tadeusz Kościuszko. Kosava es el lugar de nacimiento del rabino Abraham Yeshaya Karelitz. Muy cerca se encuentra el castillo en ruinas de Kosava, construido por la familia Pusłowski en 1830, y una réplica de la casa de Tadeusz Kościuszko en Mereczowszczyzna.